# Paluzza
Paluzza (furlanisch: Paluce, südbairisch: Palutsch) ist eine nordostitalienische Gemeinde (comune) mit 1952 Einwohnern (Stand 31. Dezember 2023) in der Region Friaul-Julisch Venetien.

## Geografie

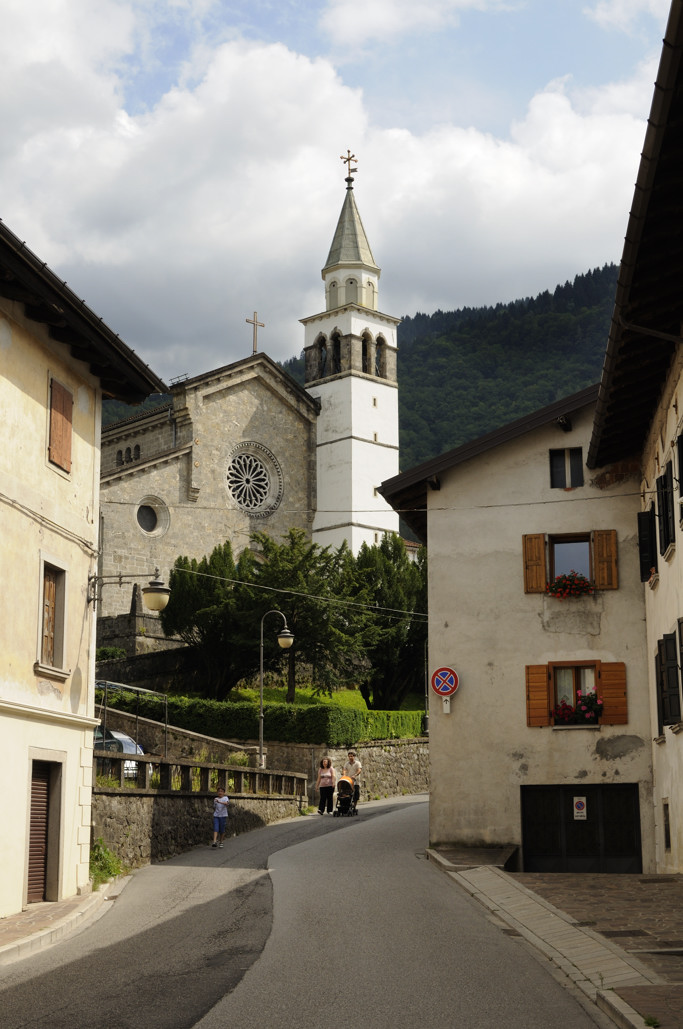
Kirche Santa Maria (20. Jh.)

Die Gemeinde liegt etwa 75 Kilometer nordnordwestlich von Udine im Valle del But am gleichnamigen Fluss, grenzt an Österreich und gehört zur Berggemeinschaft Comunità Montana della Carnia.

## Verwaltungsgliederung
Zur Gemeinde Paluzza gehören die Fraktionen: Casteons, Cleulis, Englaro, Naunina, Rivo und Timau.

## Verkehr
Im Ersten Weltkrieg erbaute das Eisenbahnpionierregiment des italienischen Heeres die Kleinbahn Tolmezzo–Paluzza–Moscardo durch das Valle del But. Von 1919 bis zum Einstellen des Betriebs 1931 war Paluzza Endbahnhof der Schmalspurbahn.

## Persönlichkeiten
- Peter Anton Ulrich Piutti (1750–1823), in Deutschland tätiger Unternehmer und Kaufmann
- Manuela Di Centa (* 1963), Skilangläuferin